# Twice Rescued (film 1915)
Twice Rescued è un cortometraggio muto del 1915 diretto da Theodore Marston.

## Trama
Trama di Moving Picture World synopsis in (EN)  su IMDb

## Produzione
Il film fu prodotto dalla Vitagraph Company of America.

## Distribuzione
Distribuito dalla General Film Company, il film - un cortometraggio in due bobine - uscì nelle sale cinematografiche statunitensi il 20 febbraio 1915.